# Joseph Rosier

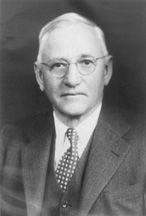
Joseph Rosier

Joseph Rosier, född 24 januari 1870 i Harrison County, West Virginia, död 7 oktober 1951 i Fairmont, West Virginia, var en amerikansk demokratisk politiker och pedagog. Han representerade delstaten West Virginia i USA:s senat 1941-1942.
Rosier utexaminerades 1895 från Salem College. Han undervisade också 1894-1896 vid högskolan. Han var Fairmont State Colleges rektor 1915-1945.
Senator Matthew M. Neely avgick 1941 för att tillträda som guvernör i West Virginia. Rosier blev utnämnd till senaten fram till fyllnadsvalet följande år. Han förlorade fyllnadsvalet mot republikanen Hugh Ike Shott. Rosier valdes 1946 till West Virginia House of Delegates, underhuset i delstatens lagstiftande församling.
Rosiers grav finns på Odd Fellows Cemetery i Salem, West Virginia.